# Grotte Mandrin
Die Grotte Mandrin ist eine Halbhöhle nahe der französischen Kleinstadt Malataverne bei Montélimar im Département Drôme.
Sie ist ein archäologischer Fundplatz mit außergewöhnlich zahlreichen und gut erhaltenen Funden aus der Zeit des Übergangs vom Mittel- zum Jungpaläolithikum. Die älteste Fundschicht ist 120.000 Jahre alt.
Benannt ist sie nach dem französischen Volkshelden Louis Mandrin.

## Geographische Lage
Der im mittleren Rhonetal gelegene Abri befindet sich rund 2,5 km südöstlich der Ortsmitte von Malataverne im Fuß eines exponierten Kalksteinfelsens auf 245 m Höhe. Zwei Hügel bilden dort eine etwa 350 m breite Engstelle, durch die mit der A7, N7, D169 und der Schnellfahrstrecke LGV Méditerranée wichtige Verkehrswege verlaufen.

## Topographie
Die Grotte Mandrin hat heute eine Tiefe von 8 m. Große Felsblöcke im Hang unterhalb des Abris stammen vom teilweisen Einsturz des Felsüberhangs, die überdeckte Fläche war ursprünglich wesentlich größer. Die etwa 12 m breite Öffnung ist nach Norden gerichtet. Die Höhlendecke erreicht im vorderen Bereich eine Höhe von 2,5 m und fällt ab der Hälfte nach hinten um rund 1 m ab. 2013 wurde der Platz vor dem Abri überdacht und eingezäunt, seit 2016 ist das Gelände videoüberwacht.

## Forschungsgeschichte
Als archäologisch bedeutsam wurde die Grotte Mandrin in den 1960er-Jahren von Gaston Etienne (1923–2010) erkannt, einem Malataverner Stadtrat, der dort auf bronzezeitliche Besiedlungsspuren gestoßen war. Seit 1991 finden jährlich Grabungskampagnen statt, seit 2006 unter der Leitung von Ludovic Slimak – einem wissenschaftlichen Mitarbeiter der Universität Toulouse und des CNRS. Bislang (Stand 2014) wurden sieben der zwölf Kulturschichten ausgegraben; die Schichtenfolge (A bis F) datiert von 42.000 cal BP (frühes Protoaurignacien) bis 56.000 cal BP (La Quina-Moustérien). Die Kulturschichten spiegeln eine wiederholt wechselnde Besiedlung durch anatomisch moderne Menschen (Homo sapiens) und Neandertaler wider. Die „Daten zeigen, dass die Verdrängung indigener Neandertaler-Gruppen kein einfaches Einzelereignis war, sondern ein komplexer historischer Prozess, in dessen Verlauf beide Populationen einander schnell oder sogar abrupt, mindestens zweimal, im selben Gebiet verdrängten.“ Die Grotte ist ein bedeutender Fundort um den komplexen Prozess des Auftauchens des anatomisch  modernen Menschen und das Verschwinden des Neandertalers zu erforschen und zu beschreiben.
Ab 2015 wurden in der Höhle die gut erhaltenen Knochen eines männlichen Neandertalers mit 31 erhaltenen Zähnen ausgegraben, der den Namen „Thorin“ erhielt. Der Fund stammt aus dem jüngeren Bereich einer Schicht, die 50.000 bis 42.000 Jahre alt ist und folglich aus der Spätzeit der Neandertaler stammt. Eine Genanalyse des Fundes wurde dahingehend interpretiert, dass dieser Neandertaler zu einer kleinen Population gehörte, die rund 50.000 Jahre von anderen Neandertaler-Populationen isoliert lebte. Da Isolation im Allgemeinen als Nachteil für die Fitness der Bevölkerung angesehen wird, könnte die jahrtausendelang fehlende Introgression von Genen anderer Neadertaler-Populationen ein Schlüssel zum Verständnis ihres Aussterbens sein.
Der älteste, als gesichert geltende Beleg für die Anwesenheit des anatomisch modernen Menschen in Europa stammt aus der Batscho-Kiro-Höhle in Bulgarien und ist 45.820 bis 43.650 Jahre (Cal BP) alt. Im Februar 2022 wurde jedoch der Fund eines einzelnen, teilweise erhaltenen Milchgebiss-Backenzahns bekannt gegeben, dessen Alter auf 56.800 bis 51.700 Jahre (Cal BP) datiert wurde. Er stammte aus einer Schicht der Grotte Mandrin, unter der und über der Hinterlassenschaften von Neandertalern geborgen wurden, dieser „Babyzahn“ wurde jedoch einem Kind des Homo sapiens zugeschrieben. In einem Begleitartikel der Fachzeitschrift Science sowie in Nature wurde eingewandt, dass der Zahn zu stark beschädigt sei, um seine Herkunft von einem Neandertaler oder einem anatomisch modernen Menschen mit Sicherheit, rein aus morphologischer Sicht, unterscheiden zu können. Verlässliche Analysen der aDNA sind zurzeit allerdings schwer bis gar nicht möglich, weil dem Zahn zur Probennahme ein erheblicher Teil destruktiv entnommen werden müsste.